# Міхеєшть (комуна, Арджеш)
Міхеєшть, Міхеєшті (рум. Mihăești) — комуна у повіті Арджеш в Румунії. До складу комуни входять такі села (дані про населення за 2002 рік):
- Валя-Брадулуй (273 особи)
- Валя-Попій (1000 осіб)
- Векаря (647 осіб)
- Дрегіч (1172 особи)
- Міхеєшть (1263 особи)
- Рудень (691 особа)
- Фурнікоші (836 осіб)

Комуна розташована на відстані 113 км на північний захід від Бухареста, 30 км на північ від Пітешть, 128 км на північний схід від Крайови, 76 км на південний захід від Брашова.

## Населення
За даними перепису населення 2002 року у комуні проживали 5882 особи.
Національний склад населення комуни:
| Національність | Кількість осіб | Відсоток |
| -------------- | -------------- | -------- |
| румуни         | 5056           | 86,0%    |
| цигани         | 820            | 13,9%    |
| угорці         | 5              | 0,1%     |
| греки          | 1              | < 0,1%   |

Рідною мовою назвали:
| Мова      | Кількість осіб | Відсоток |
| --------- | -------------- | -------- |
| румунська | 5752           | 97,8%    |
| циганська | 125            | 2,1%     |
| угорська  | 5              | 0,1%     |

Склад населення комуни за віросповіданням:
| Релігія        | Кількість осіб | Відсоток |
| -------------- | -------------- | -------- |
| православні    | 5606           | 95,3%    |
| п'ятдесятники  | 156            | 2,7%     |
| бретрени       | 40             | 0,7%     |
| лютерани       | 32             | 0,5%     |
| старообрядці   | 17             | 0,3%     |
| баптисти       | 13             | 0,2%     |
| адвентисти     | 10             | 0,2%     |
| реформати      | 4              | 0,1%     |
| греко-католики | 2              | < 0,1%   |
| унітарії       | 1              | < 0,1%   |
| не релігійні   | 1              | < 0,1%   |

## Зовнішні посилання
- Дані про комуну Міхеєшть на сайті Ghidul Primăriilor